# Arnošt Kreuz
Arnošt Kreuz (deutsch: Ernst Kreuz, * 9. Mai 1912 in Neštěmice (deutsch: Nestomitz), Österreich-Ungarn, heute Tschechien; † 9. Februar 1974 in Harksheide, Deutschland) war ein tschechoslowakischer Fußballspieler deutscher Abstammung. Er nahm an der Fußball-Weltmeisterschaft 1938 teil.

## Karriere

### Verein
Kreuz begann in der Jugend beim DSK Brüx im heutigen Most mit dem Fußballspielen. Im Seniorenbereich setzte er seine Spielerkarriere ab 1929 beim Teplitzer FK, einem Fußballverein der dortigen deutschsprachigen Bevölkerung, fort. 1933 wechselte er zu Sparta Prag. Zwei Jahre später schloss er sich dem Stadtrivalen DFC Prag an. Von 1937 bis 1941 war er für den SK Pardubice aktiv.
Nach dem Zweiten Weltkrieg spielte Kreuz von 1947 bis 1948 für Viktoria Aschaffenburg in der Oberliga Süd und anschließend von 1948 bis 1950 für Eintracht Trier in der Oberliga Südwest.

### Nationalmannschaft
Kreuz debütierte am 15. November 1931 im Spiel um den Europapokal der Nationalmannschaften beim 2:2 gegen Italien in der tschechoslowakischen Nationalmannschaft. Sein zweites Länderspiel bestritt er nach mehr als sechs Jahren am 24. April 1938 beim 6:0 im Qualifikationsspiel für die Weltmeisterschaft 1938 gegen Bulgarien. Sechs Wochen später stand er im tschechoslowakischen Kader für die Fußball-Weltmeisterschaft 1938 in Frankreich. Dort kam er bei der 1:2-Niederlage im Wiederholungsspiel des Viertelfinales gegen Brasilien zum Einsatz. Danach folgten keine weiteren Berufungen in die Nationalmannschaft.

## Privates
Kreuz’ Sohn Ernst (jr.) war als Fußballspieler und -trainer aktiv.
Kreuz war langjähriger Pächter der HSV-Gaststätte „Lindenhof“ in Ochsenzoll und Verwalter des HSV-Leistungszentrums.